# Карл Бернстин
Карл Милтон Бернстин (енгл. Carl Milton Bernstein, Вашингтон, 14. фебруар 1944), је амерички новинар, романописац, надалеко познат у Сједињеним Државама и Западној Европи по свом раду на случају Вотергејт.
Заједно са Бобом Вудвордом „ископао” је причу о нелегалном прислушкивању предизборног штаба Демократске партије САД, тзв. „Вотергејт скандал“.
По њиховој књизи снимљени су филмови Сви председникови људи (1976) и Последњи дани (1989).

## Књиге
- All the President's Men — са Бобом Вудвордом (1974)  0-671-21781-X
- The Final Days — са Бобом Вудвордом (1976)  0-671-22298-8